# Pòstum Agripa
Pòstum Agripa (en llatí Marcus Vipsanius Agrippa Postumus), va ser el fill pòstum de Marc Vipsani Agripa i de Júlia, la filla d'August.
Va néixer l'any 12 aC i va ser adoptat per August al mateix temps que Tiberi (any 4).
L'any 5 va assumir la toga viril. August, tot i que l'havia adoptat, el va deportar a l'illa de Planàsia a la costa de Còrsega, a causa del seu caràcter salvatge, tot i que no havia comes cap crim. Allí estava sota vigilància dels soldats i August va obtenir un senatusconsultum pel qual el seu desterrament es va confirmar perquè durés de per vida. Les propietats de Pòstum van ser assignades al tresor de l'exèrcit.No és segur, però és possible, com insinua Tàcit, que August visités a Pòstum a l'illa de Planàsia de forma secreta acompanyat de Fabi Màxim, i els dos homes s'haurien reconciliat i August tenia intenció d'alliberar-lo, però Lívia Drusil·la, la dona d'August, ho hauria impedit, ja que volia afavorir la successió al tron del seu fill Tiberi. A la mort d'August, Tiberi va pujar al poder (l'any 14) i va fer matar Pòstum per un centurió, que va entrar a la seva presó i li va clavar l'espasa després d'una llarga lluita, perquè Agripa era un home de gran força corporal. Quan el centurió va anar a l'emperador a informar que havia acomplert l'ordre, Tiberi va negar haver-la donat, i es pensa que va ser Lívia qui en realitat ho havia ordenat.
Quan Agripa ja era mort va arribar a Planàsia un esclau anomenat Clemens, que volia alliberar a Pòstum i portar-lo amb l'exèrcit a Germània. En assabentar-se de la seva mort, els conspirador va decidir aprofitar la seva semblança amb Pòstum, i es va fer passar per l'assassinat. Va desembarcar a Òstia i molts se’l van creure, però aviat va ser detingut per ordre de Tiberi i executat.